# Vierundzwanzig Stunden aus dem Leben einer Frau

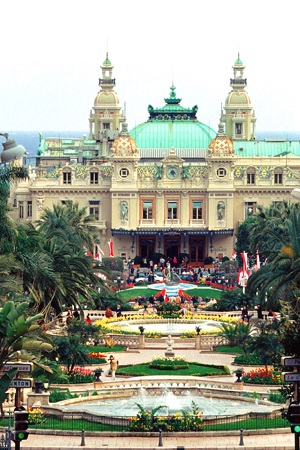
Das Monte Carlo Casino

Vierundzwanzig Stunden aus dem Leben einer Frau ist eine Novelle von Stefan Zweig aus dem Jahr 1927.

## Inhalt
Der Erzähler wohnt in einer kleinen Pension an der Riviera in der Nähe von Monte Carlo. Einem Gast, Vater von zwei halbwüchsigen Töchtern, brennt die Frau mit einem jungen Mann durch, den sie erst am Tag zuvor kennengelernt hat. Die unerhörte Begebenheit wird unter den Gästen der Pension kontrovers diskutiert. Mrs. C., eine ältere Schottin, kommt mit dem Erzähler ins Gespräch, sie vertraut ihm und erzählt ihm unter vier Augen eine ungewöhnliche und unvergessliche Begebenheit ihres Lebens.
Mrs. C. will sich die Erlebnisse eines Tages, der 25 Jahre zurückliegt, von der Seele reden. Damals war sie im zweiten Jahr verwitwet. Die beiden Söhne gingen inzwischen eigene Wege; brauchten und wollten ihren Beistand nicht mehr.
An einem Tag im März begegnet Mrs. C. in dem Casino von Monte Carlo einem etwa 24-jährigen Mann, ein angehender österreichischer Diplomat aus polnischem Adel, der zurzeit in Nizza lebt, der im Casino sein Geld verspielt hat und sich umbringen will. Nach einer Liebesnacht ringt sie ihm das Gelübde ab, nie wieder zu spielen, und gibt ihm Geld für die Heimfahrt, was der Mann wieder im Casino verspielt.
Mrs. C. begibt sich in ihr Hotel, legt das Trauerkleid ab und besorgt Bargeld. Denn der Pole hatte eine Tante um Wertsachen erleichtert, diese veräußert und das Geld verspielt. Nach dem Wunsch von Mrs. C. soll er die Wertgegenstände zurückkaufen und der Tante zurückgeben. Der Mann hat das zwar hoch und heilig versprochen. Nachdem er das Geld wieder verspielt hat, will er nichts mehr von Mrs. C. wissen, weil sie ihm nur Unglück bringe. Er erschießt sich. Mrs. C. hatte den Mann über alle Maßen geliebt, und die Liebe zu ihm hat die über ein Jahr trauernde Mrs. C. zu einer neuen Frau gemacht.

## Kritik
Die Literaturkritikerin Katharina Döbler schreibt: „Zweigs Spezialität war die Psychologie der Ausnahmesituation - die bei ihm keine wirkliche Ausnahme ist, sondern eine Gelegenheit, die menschliche Verfassung in einem kurzen Zeitraum sich offenbaren zu lassen. Kaum je ist ihm das so meisterhaft gelungen wie in dieser kleinen Novelle von 1927, die er unter dem Eindruck eines Aufenthalts an der französischen Riviera schrieb“.

## Verfilmungen
Die Erzählung wurde unter anderem 1931 von Robert Land mit Henny Porten und Walter Rilla (Titel: 24 Stunden aus dem Leben einer Frau), 1953 als „Affair in Monte Carlo“ mit Merle Oberon und Richard Todd in den Hauptrollen, 1968 von Dominique Delouche (= 24 Stunden aus dem Leben einer Frau (1968)) mit Danielle Darrieux und zuletzt 2002 von Laurent Bouhnik mit Agnès Jaoui und Michel Serrault verfilmt.
1961 gab es eine US-Fernsehfassung unter der Regie von Silvio Narizzano mit Ingrid Bergman und Rip Torn.

## Ausgaben
- Stefan Zweig: Verwirrung der Gefühle. Drei Novellen. (Vierundzwanzig Stunden aus dem Leben einer Frau. Untergang eines Herzens. Verwirrung der Gefühle). Leipzig, Insel-Verlag 1927.
- Stefan Zweig: Vierundzwanzig Stunden aus dem Leben einer Frau. In: Novellen. Bd. 2, S. 319–394. Aufbau-Verlag, Berlin 1986.
- Stefan Zweig: Vierundzwanzig Stunden aus dem Leben einer Frau.  Mit einem Nachwort u. Anmerkungen von Richard Scheffel. Reclam, Stuttgart 2021. (Reclams Universal-Bibliothek)